# Thérèse Aillaud
Pour les articles homonymes, voir Aillaud.
Thérèse Aillaud, née Chaix le 5 novembre 1931 à Tarascon (Bouches-du-Rhône) et morte le 25 février 2015  dans la même ville, est une femme politique française.

## Biographie
Chef de cabinet du sous-préfet d'Arles, elle a notamment eu la responsabilité de l'accueil des communautés Harkies au lendemain de la guerre d'Algérie. Elle démissionne de la fonction publique pour se présenter aux élections municipales de 1983 à Tarascon. Elle est contrainte d'abandonner ses fonctions en 2002 après une condamnation pour détournements de fonds publics.

## Mandats
- Députée de la Seizième circonscription des Bouches-du-Rhône (1993-1997), elle intègre le groupe RPR après un court passage au sein du groupe République et Liberté. En 1994, elle s'engage en faveur de la candidature de Jacques Chirac aux élections présidentielles et fait partie à ce titre du club du 4 novembre (en référence aux parlementaires qui soutenaient J. Chirac à la date où il annonça sa candidature). Fidèle à son engagement, elle fut rapporteur de la loi du 11 juin 1994 relative aux harkis, rapatriés, anciens membres des formations supplétives et assimilés ou victimes de la captivité en Algérie.
- Maire de Tarascon (1983-2002), élue à 4 reprises, elle a marqué l'histoire de sa commune en s'engageant dans un développement économique de sa commune et une politique culturelle forte avec la réouverture du théâtre détruit par les flammes, la mise en valeur du château du Roi René à travers une collaboration étroite avec la galerie Maeght et la rénovation du centre ancien.
- Conseillère générale du Canton de Tarascon (1989-2002), elle sera contrainte d'abandonner son mandat auquel lui succédera Lucien Limousin, élu à son tour Maire de Tarascon en 2014.

## Condamnation
En 2002, malgré un pourvoi en cassation, Thérèse Aillaud est condamnée à 18 mois de prison avec sursis et cinq ans d'inéligibilité pour détournement de fonds publics (pour un montant de 454 000 francs, soit environ 70 000 euros),.